# Конверс (Луизијана)
Конверс (енгл. Converse) град је у америчкој савезној држави Луизијана.

## Демографија
По попису из 2010. године број становника је 440, што је 40 (10,0%) становника више него 2000. године.
| Група             | 2000.       | 2010.       |
| Белци             | 305 (76,3%) | 345 (78,4%) |
| Афроамериканци    | 35 (8,8%)   | 15 (3,4%)   |
| Азијати           | 0 (0,0%)    | 0 (0,0%)    |
| Хиспаноамериканци | 24 (6,0%)   | 13 (3,0%)   |
| Укупно            | 400         | 440         |